# Internuncio
El internuncio (o en el latín original, internuntius) es el nombre que recibe un tipo de representante diplomático.

## Historia
El origen del término se encuentra en su carácter provisional. Se trataba de la forma en la que se nombraban a aquellos encargados de representar al pontífice ante un soberano entre la marcha de un nuncio y la llegada del siguiente.

## Descripción
El internuncio tiene un rango inmediatamente inferior al de un embajador o nuncio. Tradicionalmente ha tenido un carácter provisional.
Pueden destacarse dos tipos principales de internuncios:
- Internuncio apostólico: es un tipo de representante diplomático nombrado por los papas, y que ejercía funciones similares a las de un nuncio, en su ausencia.

- Internuncio (Austria): Nombre que recibía el representante diplomático del emperador de Austria ante el Imperio otomano.

Además, este título se dio en ocasiones a representantes diplomáticos de otras naciones, como por ejemplo de la Mancomunidad polaco-lituana o Bulgaria.